# Ed Thomas
Edson Tomazini (Santo Anastácio, 15 de abril de 1963) também conhecido como Ed Thomas, é um radialista e político brasileiro, filiado ao MDB. Foi prefeito da cidade de Presidente Prudente entre 2021 e 2025.

## Biografia
Ed Thomas é natural do então distrito de Ribeirão dos Índios, município desde 1995, mas em seu nascimento povoado pertence ao município de Santo Anastácio.

#### No rádio
Atuante no rádio desde 1979, no referido ano estreou na Rádio Clube de Martinópolis, juntamente com Sebastião Nenê Rodrigues, onde exercia atividade de repórter esportive a locutor animador de programas em horário nobre.
Esteve na Rádio Difusora de Presidente Prudente, uma das mais antigas emissoras do Brasil, nesta rádio apresentou programas antológicos como a “Hora do Fazendeiro” e “Sua Carta Vale Música”, além de fazer radiojornalismo. Foi nesta emissora que se projetou para o rádio regional, ao ancorar o programa matinal “Emplaca Tudo”. Foi assim que acabou contratado pela Rádio Presidente Prudente, a ZYR-84, pelo exigente Carlos Alberto de Arruda Campos, de forma gradual alavancava sua carreira na radiodifusão prudentina.
Por indicação de divulgadores musicais, foi contratado pela Rádio Cultura de Campinas – a maior cidade do interior paulista. Trabalhou para as Rádios Jornal de Limeira e Alvorada de Piracicaba, na região da Grande Campinas.
Após retornar a Presidente Prudente, ingressou grande projeto na Rádio Cidade - emissora afiliada à Rede Globo de Rádio. Anos mais tarde, transferiu-se para a Rádio Diário de Presidente Prudente, que depois tornou-se Rádio Globo, integrando a Rede de Rádios da Organização Roberto Marinho.
Em 2009, teve um programa na Rádio Onda Viva, emissora da Diocese de Presidente Prudente. Foi um programa diário, de segunda a sábado, das 7h às 10h da manhã. Também apresentou um programa diário vespertino, na Rádio Comercial AM de Presidente Prudente, denominado “Show do Ed Thomas”; também esteve na Rádio Prudente AM 1070, popular Jovem Pan de Presidente Prudente e na Rádio 101 FM onde exerceu seu último trabalho no programa "Show da Noite" apresentado conjuntamente com Geraldo Gomes.

#### Carreira política
Ed Thomas elegeu-se vereador de Presidente Prudente nas eleições municipais de 2000 com a terceira maior votação, sendo reeleito em 2004 como o mais votado dos 13 vereadores, em 2005 foi eleito presidente da Câmara Municipal de Presidente Prudente, presidência que exerceu até o ano de 2006. Elegeu-se deputado estadual em 2006; sendo reeleito para o cargo três vezes consecutivas em 2010, 2014 e 2018.
Na Assembleia Legislativa de São Paulo, foi criador e coordenador da Frente Parlamentar em Defesa das APAES, da Frente Parlamentar em Defesa dos Assentados, Frente Parlamentar pela Disseminação e Defesa dos Objetivos do Milênio, membro efetivo das Comissões de Promoção Social, de Defesa do Meio Ambiente e de Serviços e Obras Públicas, também chegou a ser líder de seu partido, o PSB na casa.
Em 2020, foi eleito como prefeito de Presidente Prudente, tendo como vice Izaque Silva. Ed Thomas teve 37.304 votos (34,33% dos votos válidos), foi a segunda vez em que Ed Thomas disputou o cargo de prefeito de Presidente Prudente. Na primeira ocasião, em 2008, ele ficou em segundo lugar, com 49.020 votos (43,39% dos votos válidos). Nas eleições municipais de 2024, Ed Thomas disputou sua reeleição ao cargo de prefeito, tendo como candidato a vice-prefeito Matheus Perussi (Avante), não logrou êxito no pleito, obteve 7.895 votos, o correspondente a 7,34% dos votos válidos.

## Desempenho em eleições
| Ano  | Eleição                          | Coligação              | Partido | Candidato a       | Votos       | Resultado  |
| ---- | -------------------------------- | ---------------------- | ------- | ----------------- | ----------- | ---------- |
| 2000 | Municipal de Presidente Prudente | PMDB, PAN              | PMDB    | Vereador          | 3.659       | Eleito     |
| 2004 | Municipal de Presidente Prudente | PMDB, PFL              | PMDB    | Vereador          | 4.794       | Eleito     |
| 2006 | Estadual em São Paulo            | PMDB, PP               | PMDB    | Deputado Estadual | 48.609      | Eleito     |
| 2008 | Municipal de Presidente Prudente | PSB, DEM, PPS, PSL     | PSB     | Prefeito          | 49.020 (2º) | Não eleito |
| 2010 | Estadual em São Paulo            | PSB, PSL, PTB          | PSB     | Deputado Estadual | 57.853      | Eleito     |
| 2014 | Estadual em São Paulo            | Sem coligação          | PSB     | Deputado Estadual | 64.164      | Eleito     |
| 2018 | Estadual em São Paulo            | PSB, PTB, PV, PSC, PPS | PSB     | Deputado Estadual | 61.371      | Eleito     |
| 2020 | Municipal de Presidente Prudente | PSB, Patriota, PSC, PP | PSB     | Prefeito          | 37.304 (1º) | Eleito     |
| 2024 | Municipal de Presidente Prudente | MDB, Avante            | MDB     | Prefeito          | 7.895 (3º)  | Não eleito |